# 4483 Petöfi
4483 Petöfi là một tiểu hành tinh vành đai chính với chu kỳ quỹ đạo là 973.6527141 ngày (2.67 năm).
Nó được phát hiện ngày 9 tháng 9 năm 1986, và it was đặt tên theo the great Hungarian poet Sándor Petőfi.